# Kanton Tramayes
Der Kanton Tramayes war bis 2015 ein französischer Kanton im Arrondissement Mâcon, im Département Saône-et-Loire und in der Region Bourgogne. Sein Hauptort war Tramayes. Vertreter im Generalrat des Départements war zuletzt von 1994 bis 2015, zuletzt wiedergewählt 2008, Maurice Bénas (UMP). 
Der Kanton war 104,34 km² groß und hatte 3.519 Einwohner (1999), was einer Bevölkerungsdichte von 34 Einwohnern pro km² entsprach. Er lag im Mittel 344 Meter über Normalnull, zwischen 245 Metern in Pierreclos und 755 Metern in Tramayes. 

## Gemeinden
Der Kanton bestand aus neun Gemeinden:
| Gemeinde                     | Einwohner Jahr | Fläche km² | Bevölkerungsdichte | Code INSEE | Postleitzahl |
| ---------------------------- | -------------- | ---------- | ------------------ | ---------- | ------------ |
| Bourgvilain                  | 327 (2013)     | –          | – Einw./km²        | 71050      | 71520        |
| Clermain                     | 235 (2013)     | –          | – Einw./km²        | 71134      | 71520        |
| Germolles-sur-Grosne         | 134 (2013)     | –          | – Einw./km²        | 71217      | 71520        |
| Pierreclos                   | 909 (2013)     | –          | – Einw./km²        | 71350      | 71960        |
| Saint-Léger-sous-la-Bussière | 245 (2013)     | –          | – Einw./km²        | 71441      | 71520        |
| Saint-Pierre-le-Vieux        | 343 (2013)     | –          | – Einw./km²        | 71469      | 71520        |
| Saint-Point                  | 327 (2013)     | –          | – Einw./km²        | 71470      | 71520        |
| Serrières                    | 284 (2013)     | –          | – Einw./km²        | 71518      | 71960        |
| Tramayes                     | 1.015 (2013)   | –          | – Einw./km²        | 71545      | 71520        |

## Bevölkerungsentwicklung
| 1962 | 1968 | 1975 | 1982 | 1990 | 1999 | 2007 |
| ---- | ---- | ---- | ---- | ---- | ---- | ---- |
| 3019 | 3326 | 3320 | 3408 | 3334 | 3519 | 3798 |